# 福岡隆
福岡 隆（ふくおか たかし、1916年6月1日 - 2002年4月9日）は、日本の速記者・評論家。

## 人物・来歴
広島県因島に生まれる。小学三年で父を亡くす。1929年上京して簿記学校で速記を学び、英語の学校を卒業。早稲田大学文学通信教育部修了。海軍学校暗号科を卒業した。田鎖綱紀の知遇を得る。1959年から9年間、松本清張の専属速記者となる。谷崎潤一郎の速記もした。日本速記協会副理事長。
2002年4月9日、脳梗塞のため死去。

## 著書
- 『甦へる無医村 雪国に闘ふ女医の記録』京文社、1944年
- 『山峡に咲く花』報文社、1946年
- 『人間・松本清張 専属速記者九年間の記録』大光社、1968年
- 『日本速記事始 田鎖綱紀の生涯』岩波書店〈岩波新書〉、1978年8月
- 『活字にならなかった話 速記五十年』筑摩書房、1980年11月